# グロリア・モーガン・ヴァンダービルト

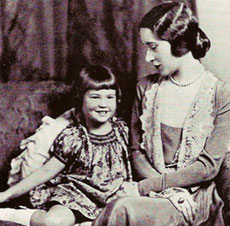
グロリア・モーガン・ヴァンダービルトと、娘のグロリア・ローラ

グロリア・モーガン・ヴァンダービルト（Gloria Laura Mercedes Morgan Vanderbilt, 1904年8月23日 - 1965年2月13日）は、アメリカ合衆国の富豪ヴァンダービルト家の相続人の1人レジナルド・クレイプール・ヴァンダービルトの妻。ファッション・デザイナーのグロリア・ヴァンダービルトの母。TVジャーナリストのアンダーソン・クーパーは孫にあたる。

## 生涯

### 生い立ちとレジナルドとの結婚

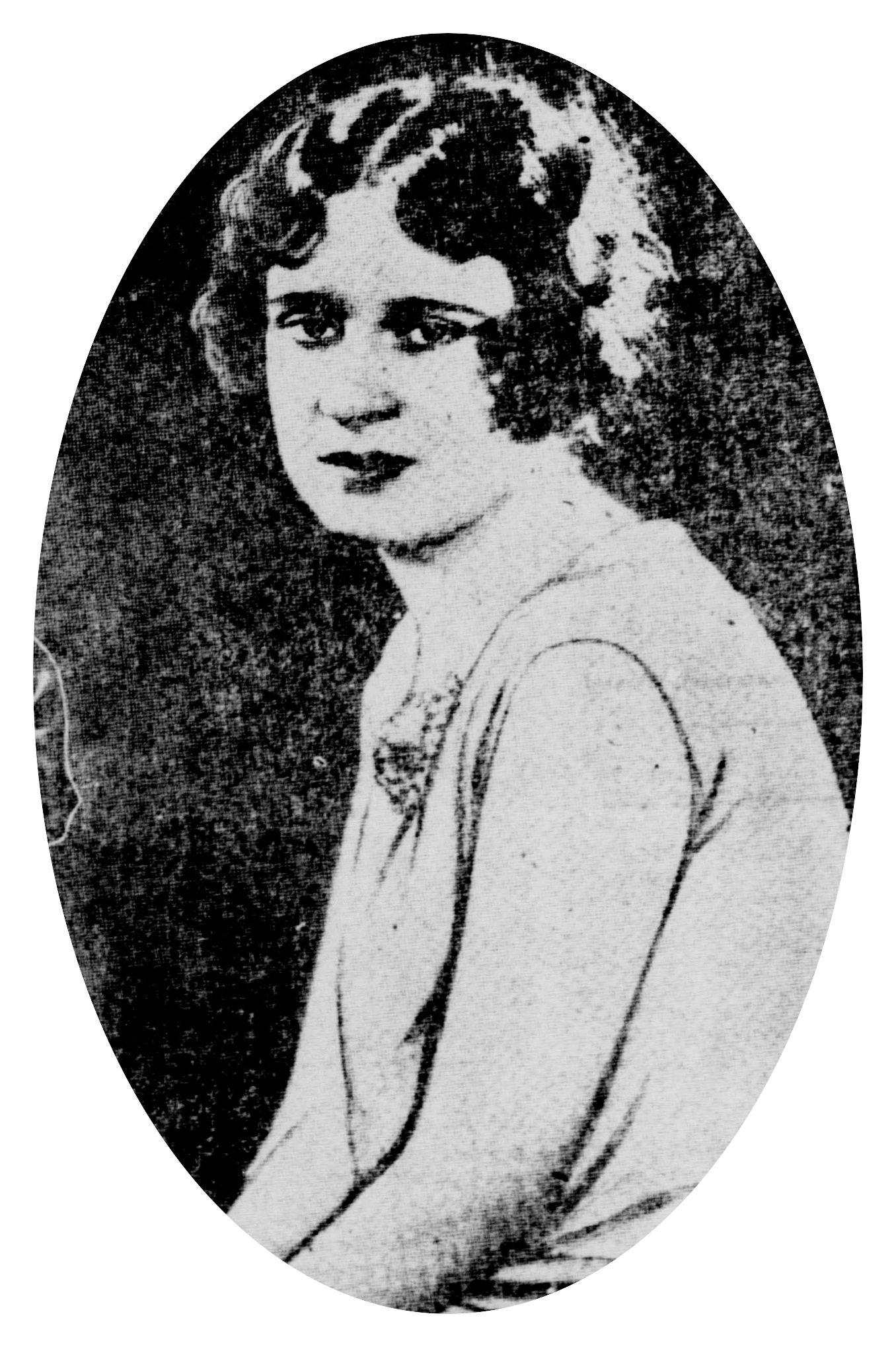
結婚前のグロリア

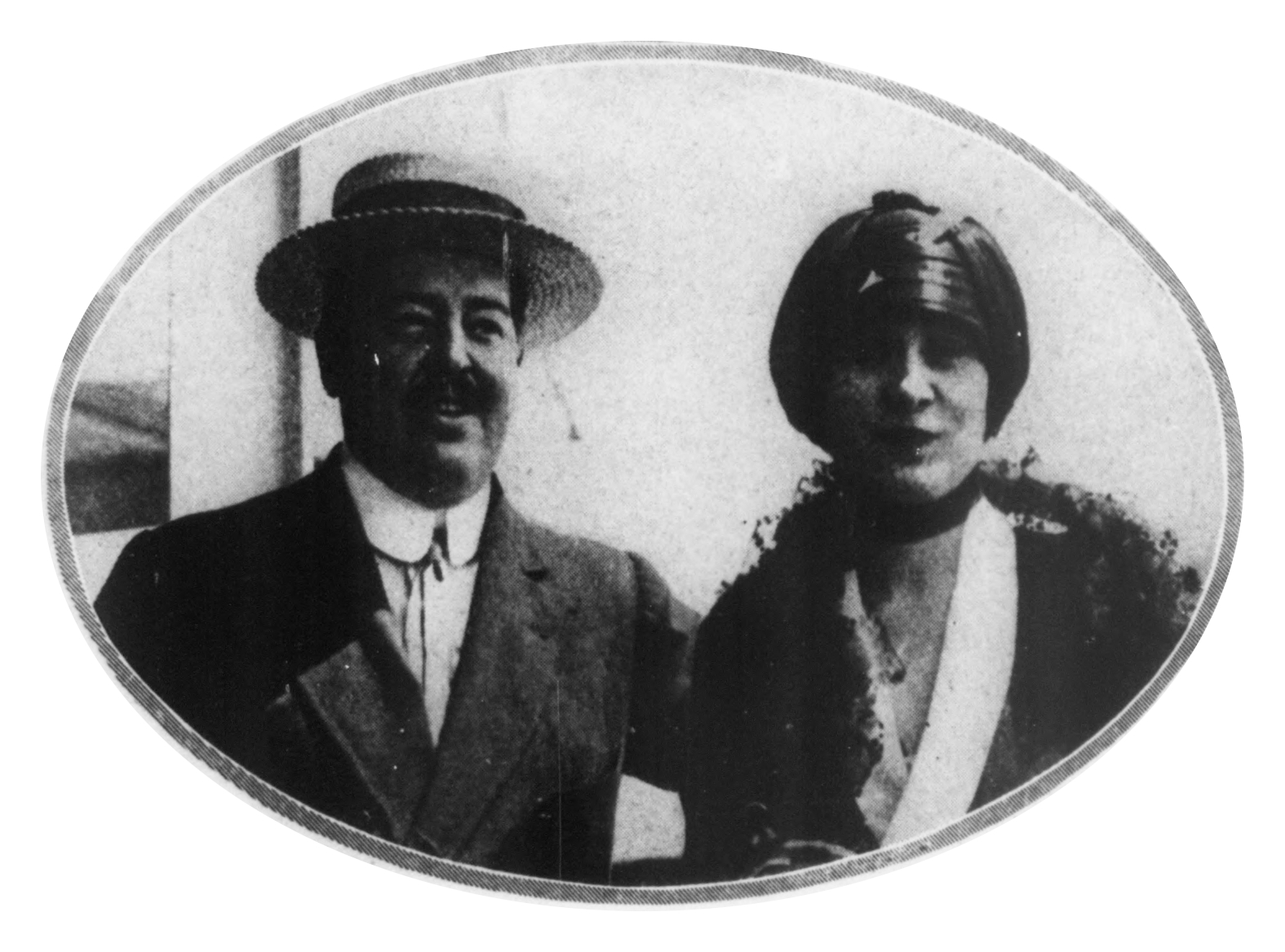
24歳上の夫レジナルドと。1923年

スイスのルツェルンで生まれる。父はアメリカの外交官で、のちにブエノスアイレス領事やブリュッセル領事などをつとめたハリー・ヘイズ・モーガン。母はアイルランド系アメリカ人とチリ人の両親をもつローラ・デルフィン・キルパトリック。1894年に父34歳、母は17歳で結婚し、1927年に離婚した。
母方の祖父ヒュー・キルパトリックは南北戦争時の北軍の将軍で、のちチリ駐在アメリカ大使となった。母方の祖母ルイサは、17世紀にスペインからチリに移民した裕福な旧家の出身である。
一卵性双生児の姉テルマ・ファーネス、妹コンスエロ、マイナーな俳優だった弟ハリー・モーガン・ジュニアがいた。父親が前妻と儲けた異母姉が2人いた。
17歳の時、野心的な母は美しい娘たちに社交界デビューの足がかりを作ろうと、ニューヨークへ移り住み、カトリックの学校へ通わせた。美しい姉妹はたちまち社交界の話題となり、「ヴォーグ」誌の表紙を飾ったこともあった。セシル・ビートンが「優美な彫像のようだ」と、彼女たちをモデルに写真を撮った。
彼女を見そめたのは、鉄道王と呼ばれた大富豪ヴァンダービルト家の御曹司、当時43歳のレジナルドだった。彼は離婚歴があり子供もいたが、社交界では競馬と酒の好きなプレイボーイとして知られていた。彼はグロリアに、ティファニーの7万5千ドルの、16カラットもあるダイヤモンドの婚約指輪を与えたという。1923年、19歳で結婚し、翌年2月には一人娘グロリア・ローラが生まれた。既にレジナルドはアルコール中毒で肝臓を病んでおり、グロリアが財産目当てで彼と結婚したと噂されても仕方のない状態だった。

### レジナルドとの死別後

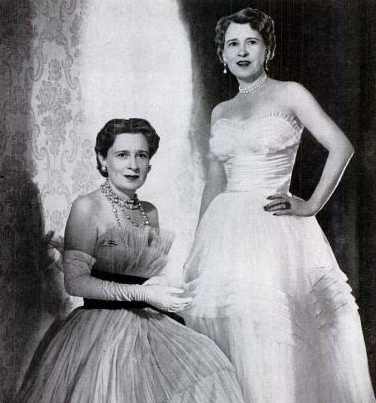
姉のテルマ（右）と。1955年

1925年、レジナルドが45歳で亡くなると、グロリアは娘とともに莫大な遺産の相続人になった。彼女はそれから6年間、主にパリに住んで、喪に服するどころか、ヨーロッパとアメリカを往復し、社交界で遊び回り、男たちとおおっぴらに交際した。
彼女の行状が、娘グロリア・ローラに悪影響を与え、養育を放棄しているに等しいと、雇っていた私立探偵から報告を受けたヴァンダービルト家は、1934年に「母親の資格はない」とグロリアを訴えた。タブロイド紙はこぞって、このセレブレティの裁判の行方をかき立てた。時代はアメリカ全土が不況にあえいでおり、国民は映画を見るように、金持ちたちの愛憎劇を楽しんだのだった。
ヴァンダービルト家は（その先鋒はレジナルドの姉ガートルードであった）、グロリアがミルフォード・ヘイヴン侯爵夫人ナーダと同性愛の関係にある、ドイツの貴族が金目当てに彼女と関係を持った、など様々な証拠を突きつけた。
世論はグロリア母子に好意的だった。どんなだらしない母親でも、伯母よりは愛情があるに違いないと、彼女を支持した。大金持ちのヴァンダービルト家への反発もあった。公判のたびに野次馬が大勢集まり、事態の重大さを知らない娘グロリア・ローラに同情の声が集まった。裁判の進展もグロリアに有利に思われたが、判決は意外にも、伯母ガートルードに養育権があるとした。グロリア・ローラの遺産管理からも除名された。許されたのは、週に1度会うことだけだった。
グロリアは、母親であるより女であることを優先した。裁判の間中、娘を自分の実母に預けっぱなしで、たまにしか顔を見に来なかった。週に1度、グロリア・ローラと対面しても、「映画を見ていらっしゃい。」と小遣いを与えるのだった。彼女は男たちと恋愛を重ね、ヨーロッパとアメリカを往復する暮らしを改めようとはしなかった。その往復の回数は120回、時間にすると2年間にも及んだという。
だが1946年、娘のグロリア・ローラが奔放で浪費家の母親に高額な生活費を支払うくらいなら、慈善事業に寄付金したほうが良いということで彼女への金銭援助を全て取り止めた。
晩年、彼女は姉のテルマとニューヨークやロサンゼルスに暮らした。1958年には姉妹連名で「ダブルエクスポージャー」という回顧録も発表した。1965年に彼女が亡くなったとき、葬儀にはメアリー・ピックフォードやバディ・ロジャースが参列した。彼女はカリフォルニア州カルヴァー・シティーのホーリー・クロス墓地に葬られた。

## ドラマ
1934年の養育権を巡る裁判の様子は、1982年のNBCテレビの『Little Gloria... Happy at Last 』として連続ドラマ化された。